# Rohonczy-kastély (Felsőpulya)
A volt felsőpulyai báró Rohonczy-kastély Felsőpulya területén található, a mai osztrák Burgenland szövetségi államban.

## Története
Az épület valószínűleg a középkorból származik, mivel másfél méter vastagságú falmaradványok találhatóak a belsejében. A 17. században átépítették egy u alakú alaprajz szerint. A kastély első írásos említése 1752-ből való, amikor is Bácsmegyei Mátyás özvegyének, Nedeczky Annának a tulajdona volt. A 18. században a Nádasdyak vásárolták meg a kastélyt, később a Niczky család birtokolta, végül a Rohonczy család tulajdonába került, és Rohonczy-kastély néven vált ismertté. A Rohonczyak 1880-ban helyreállították a historizmus stílusában, és még a 20. század elejéig lakták. Miután az utolsó lakó, felsőpulyai báró Rohonczy György Gedeon (1885-1975), apja felsőpulyai báró Rohonczy György Farkas (1837-1914) lovassági tábornok, budapesti városparancsnok, I. Ferenc József szárnysegédje, átköltözött Középpulyára, az uradalom egykori intézői tanyájára, a felsőpulyai kastélyt az 1950-es évek elején átalakították, és a burgenlandi Mezőgazdasági Kamara vásárolta meg, rövid ideig egy mezőgazdasági szakiskolát helyezve el benne lányok számára. A kismartoni egyházmegye az 1980-as évek végén szerezte meg az épületet. A kastélyban ma egy oktatási és ifjúsági központ, az úgynevezett Szent István ház Archiválva 2019. december 28-i dátummal a Wayback Machine-ben, található.

## Fordítás
Ez a szócikk részben vagy egészben  a   Schloss Oberpullendorf című német Wikipédia-szócikk ezen változatának fordításán alapul.  Az eredeti cikk szerkesztőit annak laptörténete sorolja fel. Ez a jelzés csupán a megfogalmazás eredetét és a szerzői jogokat jelzi, nem szolgál a cikkben szereplő információk forrásmegjelöléseként.